# Nylands nation
Nylands nation (smeknamn Nylle) är Finlands äldsta studentnation, grundad 1643 vid universitetet i Åbo. 1828 flyttade universitetet till Helsingfors och med det även nationen. Samma år realiserades ett namnbyte för nationerna som officiellt bytte namn från ”nation” till ”avdelning”. Mellan åren 1828-1924 gick Nylands nation därmed under namnet Nyländska avdelningen.
År 1901 stod nationshuset vid Kaserngatan 40 klart, ritat av Karl Hård af Segerstad. Där huserar Nylands nation än i denna dag.
1905 bröt sig de finskspråkiga ut ur nationen på grund av språkstridigheter och grundade Eteläsuomalainen osakunta. Idag har dessa två nationer ett nära samarbete med en fungerande tvåspråkighet som går ut på att medlemmarna sinsemellan talar sina respektive modersmål. Nationens inspektor är professor Tom Böhling och kurator är Fredrik Palmén.

## Vännationer
Nylands nation har ett flertal vännationer i andra länder. 

### Uppsala
- Södermanlands-Nerikes nation
- Värmlands nation
- Västgöta nation

### Stockholm
- Humanistiska föreningen

### Linköping
- Wermlands nation

### Lund
- Wermlands nation

### Åbo
- Nyländska Nationen[1]

### Köpenhamn
- Studenterforeningen

### Oslo
- Studentersamfundet i Oslo

### Marburg
- Marburger Burschenschaft Arminia

### Berlin
- VBSt Lysistrata

### Tartu
- Korporatsioon Filiae Patriae
- Korporatsioon Ugala

## Inspektorer
| Nylands nations inspektorer |
| |
| Georg Alanus 1643-1655 \| Samuel Hartman 1649-1653 \| Petrus Bergius 1653-1655, 1655-1665 \| Abraham Thauvonius 1665-1667 \| Nils Tunander 1668-1679 \| Daniel Achrelius 1679-1692 \| Magnus Steen 1692-1695 \| Christiern Alander 1695-1701 \| Lars Tammelin 1701-1717 \| Johan Thorwöste 1723-1737 \| Herman Diedrich Spöring 1738-1747 \| Carolus Mesterton 1748-1773 \| Andreas Planman 1773-1800 \| Frans Michael Franzén 1800-1811 \| Johan Fredrik Wallenius 1811-1826 \| Hans Henrik Fattenborg 1826-1831 \| Johan Gabriel Linsén 1832-1840 \| Alexander Blomqvist 1840-1847 \| Immanuel Ilmoni 1847-1852 \| Edvard Jonas Vilhelm af Brunér 1868-1870 \| Carl Gustaf Estlander 1870-1884 \| Axel Olof Freudenthal 1884-1886 \| Rabbe Axel Wrede 1886-1895 \| Maximus Videkind af Schultén 1895 \| Rabbe Axel Wrede 1898-1900 \| Jakob Wilhelm Chydenius 1900-1904 \| Wilhelm Pipping 1904-1907 \| Axel Gabriel Wallensköld 1907-1916 \| Knut Hugo Pipping 1916-1924 \| Elias Ragnar Furuhjelm 1924-1937 \| Gunnar Castrén 1937-1945 \| Hugo E. Pipping 1946-1950 \| Bo Palmgren 1950-1960 \| Georg Henrik von Wright 1961 \| Nils Oker-Blom 1961-1968 \| Jarl Gallen 1968-1971 \| Carl Fredrik Meinander 1972-1978 \| Henrik Wallgren 1978-1984 \| Johan Järnefelt 1985-1992 \| Carl G. Gahmberg 1992-2010 \| Henrik Meinander 2010-2018 \| Tom Böhling 2018- |

### Kuratorer
Kurator på Nylands nation väljs på våren för en tre års period från augusti till juli. Kurator skall agera som en länk mellan å ena sidan styrelsen, som bär det operativa ansvaret, och å andra sidan inspekor samt universitetet. Kurators plikt är att övervaka styrelsens arbete och agera som en galjonsfigur gentemot övriga nationer och samarbetsorganisationer. Kurator skall vara magister eller på slutrakan av sina studier från/vid Helsingfors universitet. Kurator inleder sången vid nationens fester med att solo sjunga "En liten fågel...", d.v.s. preludiet till "Helan går".
Kuratorer:
- Fredrik Palmén 2023-
- Iris Wrede 2020-2023
- Anna Öhman 2017-2020
- Ina Scheinin 2014-2017
- Patrik Westerback 2011-2014
- Axel Nyman, 2008-2011
- Jan D. Oker-Blom 2005-2008
- Jonas Sundman 2002-2005
- Charlotta af Hällström 1999-2002
- Kati Sandelin 1996-1999
- Pauline von Bonsdorff 1987-1990